# Brong Ahafo Region

Lage der Brong Ahafo Region in Ghana

Die Brong Ahafo Region war eine Region Ghanas mit der Hauptstadt Sunyani. In der Region lebten 2016 2,6 Millionen Menschen auf einer Fläche von 39.557 km². Ihr ISO 3166-2-Code war GH-BA. Durch die Abspaltung der Ahafo Region und der Bono East Region am 13. Februar 2019 verlor sie 71,92 % ihrer Fläche und 59,92 % ihrer Einwohner. Der Rest benannte sich um in Bono Region.

## Geographie
Die Region lag in der Mitte des Landes und grenzte im Norden an die Northern Region, im Osten an die Volta Region, im Südosten an die Eastern Region, im Süden an die Ashanti Region, im Südwesten an die Western Region sowie im Westen an die Elfenbeinküste. Sie war bezogen auf die Fläche die zweitgrößte Region Ghanas und lag bezogen auf die Einwohnerzahl im Mittel der Regionen Ghanas.

## Einwohnerentwicklung
| Zensusjahr | Einwohnerzahl |
| ---------- | ------------- |
| 1960       | 0587.920      |
| 1970       | 0766.509      |
| 1984       | 1.206.608     |
| 2000       | 1.815.408     |
| 2010       | 2.310.983     |

## Administrative Gliederung

Distrikte der Brong Ahafo Region (Stand 2006)

Die Region gliederte sich im Jahr 2012 in 27 Distrikte:
| - Asunafo North Municipal District - Asunafo South District - Asutifi North District - Asutifi South District - Atebubu-Amantin District - Banda District - Berekum Municipal District - Dormaa East District - Dormaa West District | - Dormaa Municipal District - Jaman North District - Jaman South District - Kintampo North Municipal District - Kintampo South District - Nkoranza North District - Nkoranza South District - Pru District - Sene East District | - Sene West District - Sunyani Municipal District - Sunyani West District - Tain District - Tano North District - Tano South District - Techiman Municipal District - Techiman North District - Wenchi Municipal District |